# Спирмен, Чарлз Эдвард
Чарльз Э́двард Спи́рмен (англ. Charles Edward Spearman; 10 сентября 1863 — 17 сентября 1945) — английский психолог.
Профессор Лондонского и Честерфилдского университетов. Разработчик многочисленных методик математической статистики. Создатель двухфакторной теории интеллекта и техники факторного анализа. Кроме прочего, Спирмен открыл, что результаты даже несравнимых когнитивных тестов отражают единый фактор, который он назвал g-фактором (g factor). Широко известен коэффициент ранговой корреляции Спирмена.
Член Лондонского королевского общества (1924), иностранный член Национальной академии наук США (1943).

## Научные публикации
Приведены оригинальные названия.
- «„General intelligence“, objectively determined and measured.» (журнал «American Journal of Psychology», 1904)
- «Proof and measurement of association between two things.» (журнал «American Journal of Psychology», 1904)
- «Demonstration of Formulae for True Measurement of Correlation.» (журнал «American Journal of Psychology», 1907)
- «The abilities of man, their nature and measurement.» (1927)
- «Human abilities coauthor.» (совместно с Л. У. Джонсом, 1951)